# Залив Нью-Йорка
Залив Нью-Йорка (англ. New York Bay) — собирательный термин для морских районов, прилегающих к входу в реку Гудзон из Атлантического океана.
Залив Нью-Йорка состоит из двух крупных заливов: Верхний Нью-Йоркский залив и Нижний Нью-Йоркский залив.

## География
Нью-Йорк разделён на залив Юлемлахекс (Верхний залив Нью-Йорка, или Верхний залив) и Аламлахекс (Нижний залив Нью-Йорка или Нижний залив), который разделяет острова Статен-Айленд и Лонг-Айленд (Нарроус). Залив отделён от Атлантического океана полуостровом Рокавей и узкой песчаной косой Санди-Хук.

### Острова
Верхний залив
- Говернорс
- Либерти
- Эллис

Нижний залив
- Хофмен
- Суинберн

## Открытие бухты и «День Верраццано»
В 1523 году итальянский мореплаватель Джованни да Верраццано отправился на поиски пути в Китай, возглавив флот из четырёх парусных кораблей. Эскадра попала в сильный шторм, и получившие значительные повреждения суда были вынуждены вернуться к берегам Бретани (Франция).
После окончания ремонта парусников на французских верфях Джовани Верраццано на одном из кораблей направился сперва на остров Мадейра, а затем дальше на запад. Верраццано снова попадает в шторм, спасаясь от которого, вынужден был отклониться к северу от намеченного курса. Он достиг берегов Америки около 34° северной широты (близ мыса Фейр, штат Северная Каролина).
Потом итальянец повернул к северу и достиг устья реки Гудзон, которая позже была названа так в честь Генри Гудзона (Хадсона) — английского мореплавателя, достигшего Нью-Йоркской бухты и прилегающих островов (в числе которых был и Манхэттен). Хадсон при этом использовал подробнейшие описания, оставленные Джованни да Верраццано. На эти записи опирался в своих путешествиях и знаменитый Жак Картье. Сам Джованни да Верраццано благополучно вернулся во Францию.
7 апреля — день высадки Джованни на Статен-Айленд отмечается в Нью-Йорке как «День Верраццано».

## История
Первым европейцем, посетившим этот район, был Джованни да Верраццано в 1524 году.